# Vápenná
El Vápenná és una muntanya de 752,2 metres situada la serralada dels Petits Carpats, a Eslovàquia.